# عابد خزندار
عابد محمد علي عنبر آغا خزندار (1355 هـ / 1935 - 1436 هـ / 2015)، أديب وناقد وكاتب صحفي سعودي. ولد في عام 1935 في مكة وتوفي في 10 فبراير 2015 في العاصمة الفرنسية باريس.

## نشأته وتعليمه
عابد محمد علي عنبر آغا خازن دار. انتقلت عائلته إلى الحجاز مع حملة إبراهيم باشا حيث عمل جده مسؤول عن المالية في العهد التركي في الحجاز، ومن هنا جاء لقب الخزندار.
ولد عابد خزندار في مكة بحي القشاشية. حصل على الشهادة الابتدائية من مدرسة الرحمانية، ثم حصل على الثانوية العامة من مدرسة تحضير البعثات في مكة سنة 1953. انتقل بعدها إلى مصر ليلتحق بكلية الزراعة حيث حصل على بكالوريوس الزراعة من جامعة القاهرة سنة 1957. ثم انتقل إلى الولايات المتحدة الأمريكية ليحصل على درجة الماجستير في الكيمياء الحيوية من جامعة ميريلاند سنة 1960. عمل مدير عام في وزارة الزراعة سنة 1962 قبل أن يتم اعتقاله.

## سيرته
قبل عابد خزندار تحدي الوظيفة وسافر إلى وادي السرحان بين القريات والجوف شمال المملكة العربية السعودية على حدود الأردن وسكن في خيمة في الصحراء لمدة عام توطدت فيها علاقته بالأهالي. ويحكى أن شيخ الروله النوري بن شعلان كان يقابله ويسأله كيف يأتي حضري ومن الحجاز ليعيش مع البدو، فيرد عليه «انه جاء ليتعلم منهم الكرم والشجاعة والنشاط».
اعتقل بعدها من عام 1962 إلى عام 1965 ثم منع من السفر بعد خروجه من المعتقل لمدة تسعة أعوام كما منع من أي تعيين حكومي. انتقل إثر ذلك بعد انتهاء المدة إلى فرنسا وأقام بها عدة سنوات اكتسب فيها الكثير من الثقافات الفرنسية والفرانكوفونية فدرس الآداب الفرنسية والإنجليزية وعلم الإسلوب باللغة الفرنسية.

## أعماله الأدبية
انعكست ثقافة عابد خزندار الأدبية في الشعر الجاهلي والأدب بجانب ثقافته الفرنكوفونية والإنجليزية والألمانية على منهجه الكتابي كما اختص بالربط بين القديم والحديث حيث كان يستشهد بتأثره بكتاب «الأمالي» وكتب الجاحظ بجانب استشهاده بكتابات رولان بارت ونيتشه. إلا أنه أعطى مساحات واسعة من إنتاجاته للتراث العربي لإيمانه بأهمية حضور التراث كعامل مساعد في مواجهة ثقافة الآخر أو ما أسماع «بالعولمة الثقافية».
له دراسات رائدة في مجال الإبداع والنقد والكثير من المؤلفات والكتابات عن الحداثة. جوهر الممارسة لديه يقوم على مبدأ تداخل النصوص. ففي كتابه «رواية ما بعد الحداثة» يتحدث عن الروائي التشيكوسلوفاكي المهاجر ميلاد كونديرا، وبعد أن يتحدث عن رحلة ترجمات مؤلفاته، يترجم أحد رواياته عن الفرنسية بعنوان «الوطء غير المطاق للوجود»، ثم يستطرد للحديث عن الكتاب الشرقيين الذين فروا من الكتلة الشيوعية للغرب مثل باسترناك وسولجنستين، ثم يعود للحديث عن كونديرا ولكن عن رواية أخرى لترجمعها بعنوان «الحياة ليست هنا» ويقارن هذه الرواية بنص إرادة القوة لنيتشه، ثم ينطلق في استطراداته مقارنا بين النصين ويخبر بعد ذلك عن مقابلته لسيدة عربية في إحدى أنفاق القطارات في لندن ويبدأ في استذكار قصة دراسته في القاهرة من باب المصادفة، ثم يعود بعد ذلك للحديث عن رواية «الوطء غير المطاق للوجود».
من أقواله «الكتابة اكتشاف للعالم، والنقد اكتشاف للنص». نظر عابد خزندار على أربعة محاور: أولا من خلال القضايا النقدية، ثانيا من خلال التعريف بالإتجاهات النقدية الحديثة والنقد التنويري، ثالثا من خلال المقومات الإسلوبية وأخيرا من خلال المراجعات. فيطرح عابد خزندار أسئلة لتمرير تنظيره النقدي أحيانا ثم يقوم بتفكيك هذه الأسئلة ومن خلال الإجابة عن هذه الأسئلة ينظر لموضوع السؤال. بشر بنقد مرحلة ما بعد الحداثة وكان من أوائل من تحدث عن موت الحداثة والبنيوية. كتاباته النقدية عميقة الجذور وكل كلمة لها معنى وعرف أيضا بإسلوبه غير التقليدي، فهو يجنح على تحطيم البنية السردية بتقاطعات وإحالات مستمرة بما يقضي إلى استدعاء مخيلة القارئ لتكمل مخيلة الكاتب. كتب في آخر رواية له باسم «الربع الخالي» الكثير من حياته. فهي تداخل ما بين الواقع عبر سيرته الذاتيه والخيال.

### عابد خزندار والترجمة
تطور موقف عابد خزندار من الترجمة. ففي مؤلفاته الأولى وردت إشارات كثيرة تدل على تهيبه من الترجمة وعدم إيمانه بها. لكن هذا الموقف تغير تدريجيا. ففي مؤلفاته المتأخرة أصبح يترجم المصطلحات ويعلق على الترجمة وينتقد المترجمين أحيانا إلى أن اقتنع بأهمية الترجمة وختم أعماله بترجمة ثلاثة مؤلفات للمكتبة العربية.فقد بث العديد من المصطلحات النقدية الحديثة وقدم لها ترجمة في مؤلفاته. كان عندما يقدم ترجمة لمصطلح ما يقدم كذلك المصطلحات المشتقة منه فهو يفرق بين «النصية» و «التناص» بقوله «الأولى عندما تتحدث عن النحو والنظم والسوم في النص والثانية عندما تتحدث عن تداخل نصوص أخرى فيه».
لقد نقل وترجم فكر منظري ما بعد الحداثة وتميز في انتقائه لما ينقله لثقافته. ففي «المصطلح السردي» ترجم قاموس يستهدف إضفاء سمة العلمية على السرد وتوضيح بعض المطابقات والافتراقات التي ظهرت في حقل السرد منذ المدرسة الشكلانية الروسية وما تبعها من مد بنيوي. ويشمل هذا الكتاب على 607 من المصطلحات السردية التي تناولت عناصر العمل الروائي. كذلك في «معجم مصطلحات السميوطيقيا» وهو معجم يستهدف التعريف بعلم السميوطيقيا، أو علم إنتاج الدلالة، كنظرية أدبية تزايدت أهميتها خلال العقود الثلاثة الأخيرة من القرن العشرين.
و على الرغم من جدود عابد خزندار في الحركة النقدية المحلية المعاصرة، فإنه لم يكرم سوى من إثنينية عبد المقصود خوجه عام 2001.

### مشواره مع الصحافة
انتقد عابد خزندار بأن كتاباته تتوجه لفئات قليلة وخاصة من المثقفين. فدفعة ذلك إلى بداية مشوار صحفي جديد مع سلسلة مقالات اجتماعية تناول فيها كثيرا من هموم الناس وقضاياهم. شكلت هذه المقالات ظاهرة عكس فيها نبض الشارع وتفاعل من المواطن البسيط ومعاناة الإنسان عبر المقال المختصر. اشتهر بعاموده اليومي «نثار» الذي انتقل به من صحيفة إلى أخرى ليعبر فيه عن أرائه وأطروحاته عن مشكلات المجتمع وحلولها. وقد تميزت زاويته بالجرأة والشجاعة في الطرح وكان له مواقف للدفاع عن أفكاره. تعرض للإيقاف عدة مرات لعدة سنوات بعد كتابته لعدة مقالات جريئة تنتقد وزارة الصحة نقدا لاذعا. لم يخلو مضمون مقالاته من نقد مواضيع في الشأن العام، فتكلم عن وضع المرأة في المجتمع وعن العنصرية المحلية وانتقد نظام الكفيل وكتب عن الفقر والفقراء وعن «سارق الرغيف» من المرتشين والمزورين وعن فشل وزارة الداخلية في الحكم عليهم.
أبدع عابد خزندار في عنوايين مقاله فجعلها بين الهداء والفكاهة، كنثاره «متشددون بلا حدود» عن هيئة الأمر بالمعروف والنهي عن المنكر السعودية، و «و من الطب ما قتل» عن إهمال وزارة الصحة، و «معانا ريال!!» عن الاقتصاد والعملة والغلاء، و «يا ماجاري في الدنيا يا ماجاري» عن عدم توفر البنية التحتية في المدن، و «ريمة وعادتها القديمة» وريمة هنا هي وزارة المعارف السعودية.

## مؤلفاته
- «الإبداع»، الهيئة العامة للكتاب، القاهرة، 1988
- «حديث الحداثة»، المكتب المصري الحديث، لقاهرة، 1990
- «رواية ما بعد الحداثة»، منشورات الخزندار، 1992
- «معنى المعنى وحقيقة الحقيقة»، المكتب المصري الحديث، القاهرة، 1995
- «أنثوية شهرزاد»، ترجمة عن الفرنسية، المكتب المصري الحديثن القاهرة، 1996
- «مستقبل الشعر موت الشعر»، المكتب المصري الحديث، القاهرة، 1997
- «المصطلح السردي»، ترجمة عن الإنجليزية، المشروع القومي للترجمة، القاهرة، 2003
- «معجم مصطلحات السيميوطيقا»، ترجمة عن الإنجليزية، المركز القومي للترجمة، القاهرة 2008.[1]
- «حديث المجنون». 2010.
- «التبيان في القرآن: دراسة أسلوبية»، مؤسسة اليمامة، الرياض، 2013
- «الربع الخالي»، مؤسسة الانتشار العربي، بيروت، 2014
- «قراءة في كتاب الحب»، مؤسسة الانتشار العربي، الطبعة الثانية، بيروت، 2015
- «قصاصات عبد الله عبد الجبار»، 2017. (صدر بعد وفاته).[2]

## دراسات عنه
- أحمد العطوي، «أنماط القراءة النقدية في المملكة العربية السعودية: عابد خزندار نموذجا» مؤسسة الانتشار العربي، بيروت، 2010
- محمد القشعمي، «عابد خزندار. مفكرا ومبدعا وكاتبا»، مؤسسة الانتشار العربي، بيروت 2013